# Hemisquilla
Hemisquilla is een geslacht van kreeftachtigen uit de klasse van de Malacostraca (hogere kreeftachtigen).

## Soorten
- Hemisquilla australiensis Stephenson, 1967
- Hemisquilla braziliensis (Moreira, 1903)
- Hemisquilla californiensis Stephenson, 1967
- Hemisquilla ensigera (Owen, 1832)